# 궐

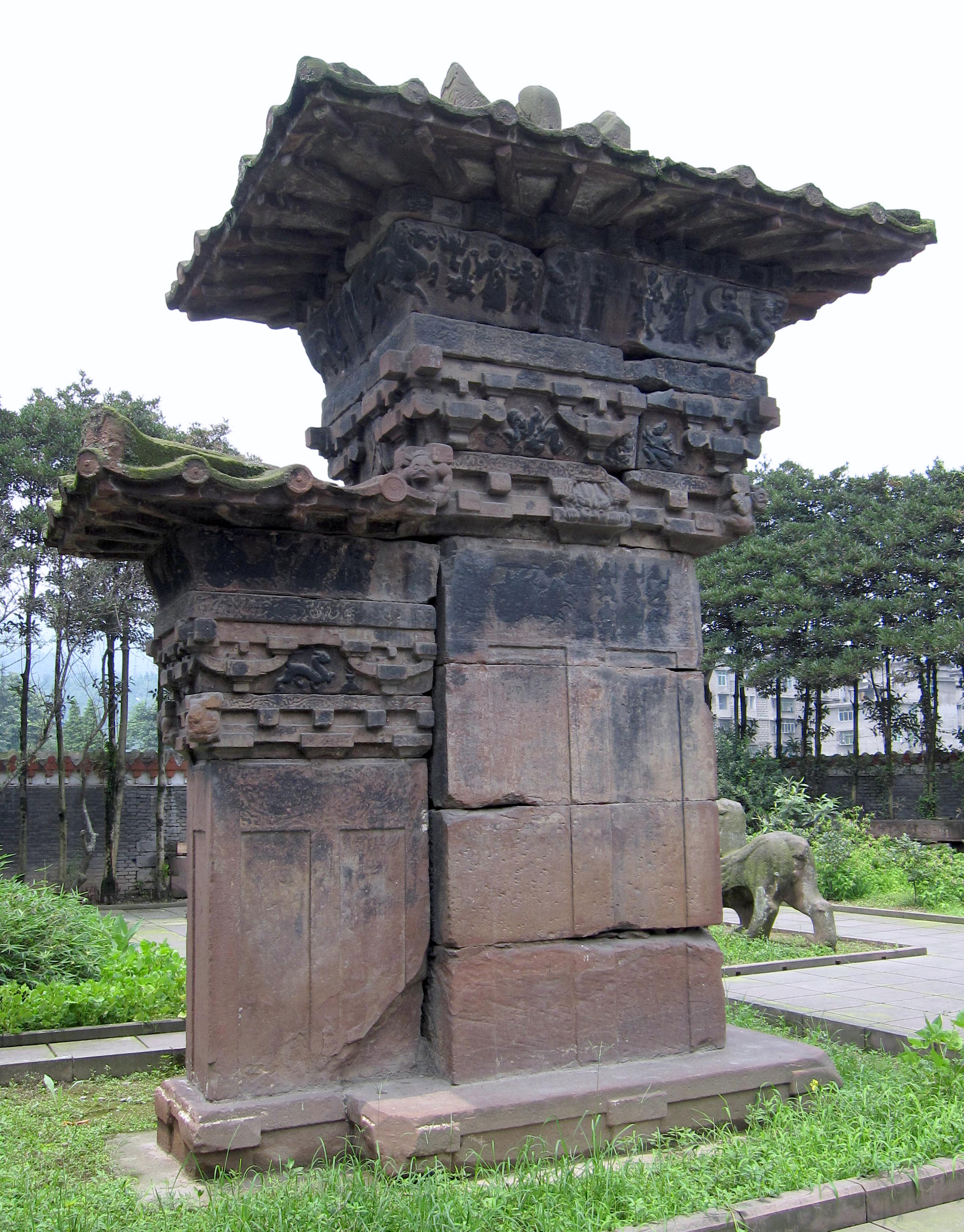
쓰촨성 야안시에 소재한 후한 때 사람 고이(高頤)의 무덤의 궐. 한쪽만 남아 있다.

궐(중국어 간체자: 阙, 정체자: 闕, 병음: què)은 중화권 전통 건축의 의장으로서 의전성이 강한 문루 비슷한 것이다. 궁궐이라 함은 원래 궁(宮)과 이 궐을 아울러서 이르는 것이다.
주나라 때부터 만들어지기 시작했다고 한다. 천자의 궁, 제후의 궁, 능묘, 사당을 위아래로 종단하는 큰길을 신도(神道)라고 하는데, 이 신도의 양 옆에 한 쌍의 궐을 세워 두 개의 궐 사이의 공간이 마치 게이트처럼 기능하였다. 황궁의 궐은 특히 황궐(皇闕)이라고 하며, 아예 하나의 기능하는 건물로서 거대하게 지어지기도 했다. 궐은 주나라부터 청나라에 이르기까지 내내 만들어졌으나, 궐 문화가 절정에 달한 것은 한나라 때이며 오늘날 남아 있는 궐 유적도 한나라 때 것이 많다.

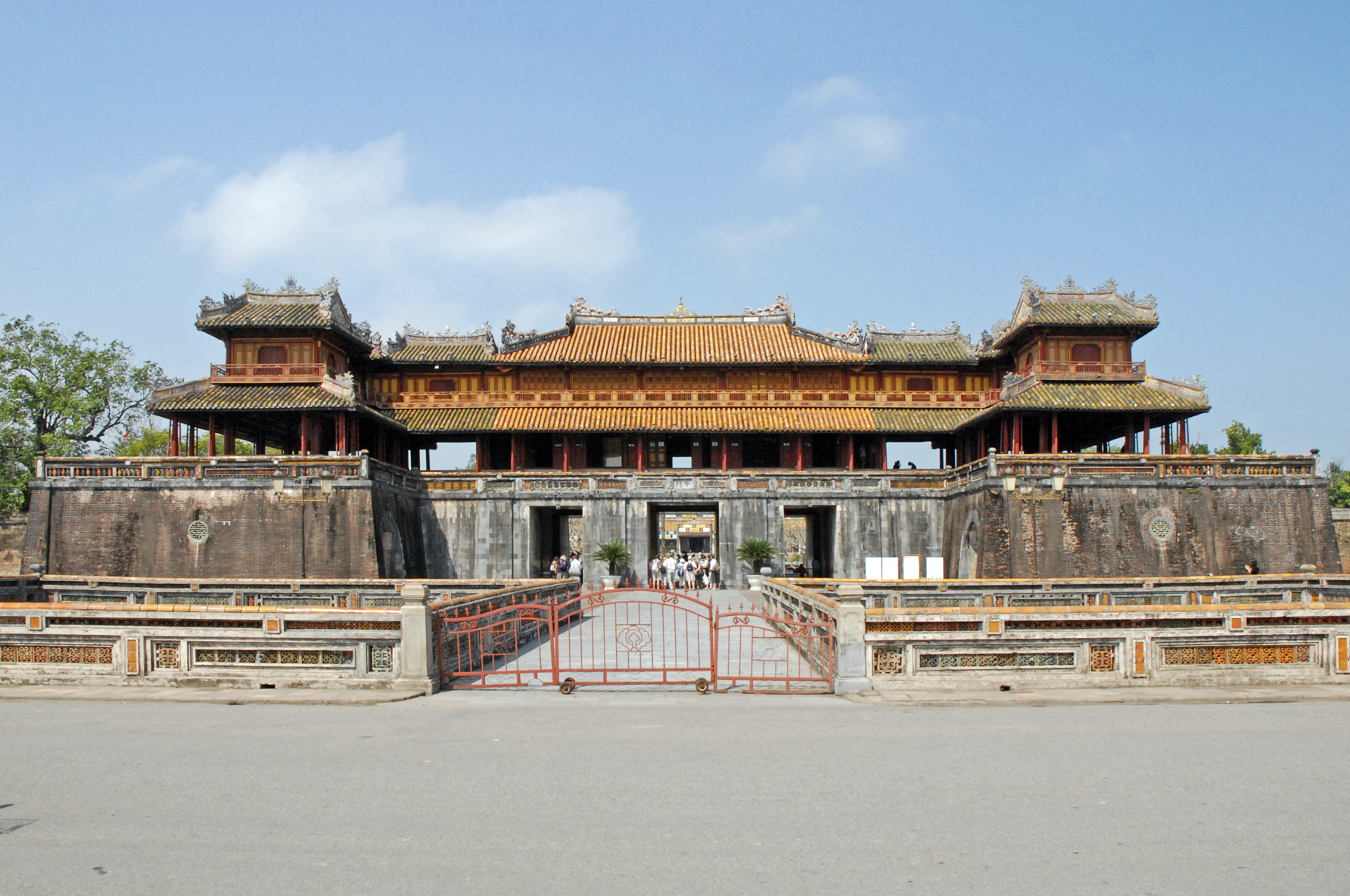
후에 황성 오문. 가운데의 문 양 옆으로 튀어나와 있는 것이 황궐이다.